# Xã Seneca, Quận Monroe, Ohio
Xã Seneca (tiếng Anh: Seneca Township) là một xã thuộc quận Monroe, tiểu bang Ohio, Hoa Kỳ. Năm 2010, dân số của xã này là 486 người.